# Бажениха (Удмуртия)
Бажениха — деревня в Кизнерском районе Удмуртии, входит в Крымско-Слудское сельское поселение. Находится в 36 км к югу от Кизнера, в 69 км к юго-западу от Можги и в 144 км к юго-западу от Ижевска.
В деревне родился Герой Советского Союза Степан Кузнецов.